# Mormonia variegata
Mormonia variegata là một loài bướm đêm trong họ Noctuidae.